# Ceresos
|  | No s'ha de confondre amb Cerens. |

Els ceresos (llatí Caeroesi, Caeraesi, Ceroesi o Cerosi) foren un poble dels belgae d'origen germànic (el seu nom, però, s'ha dit que és d'origen celta i que significa «poble ovella»). Foren esmentats per Juli Cèsar junt amb els condruses, eburons i pemans, als quals s'enfrontà durant la guerra de les Gàl·lies en la campanya del 57 aC i vencé al mateix temps que als gals comandats per Galba dels suessions, tots ells derrotats a la batalla de l'Axona.
Els ceresos semblen haver viscut al sud de l'àrea ocupada pels Germani Cisrhenani, a la regió d'Eifel, a la zona que després esdevingué el pagus romà de Carucum, una subdivisió dels Treveri. Més tard, la zona es va convertir en el pagus franc anomenat Caroascus. Un "pays de Caros" de l'edat mitjana, a la regió de Colònia, prop de Neuss, també s'ha identificat amb el seu domini, ja que així quedaria proper als territoris que foren ocupats pels eburons i condruses.